# ミヤマハンショウヅル
ミヤマハンショウヅル（深山半鐘蔓、学名：Clematis alpina ssp. ochotensis）はキンポウゲ科の落葉蔓性植物。

## 特徴
北海道～関東・中部地方の亜高山帯～高山帯に生える高山植物。蔓の長さは30-100cm。花期は6-8月。枝先に3cmほどの鐘形で紅紫色の花を咲かせる。萼片は4枚で内側に白い花弁がある。
和名は、深山に生え、花の形が火事の時に鳴らす半鐘に似ていることから。

## ギャラリー

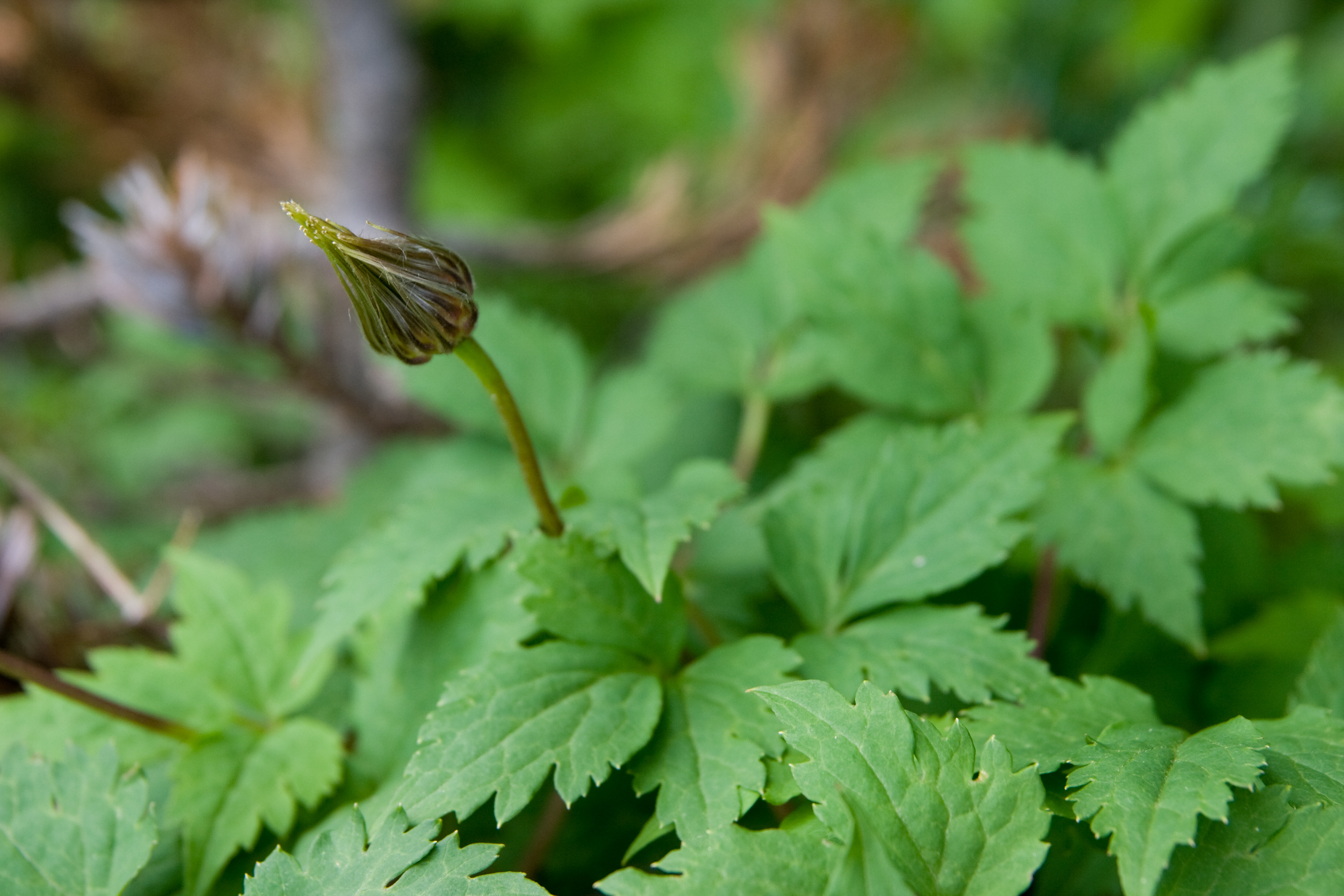
つぼみ （空木平・2009年8月）
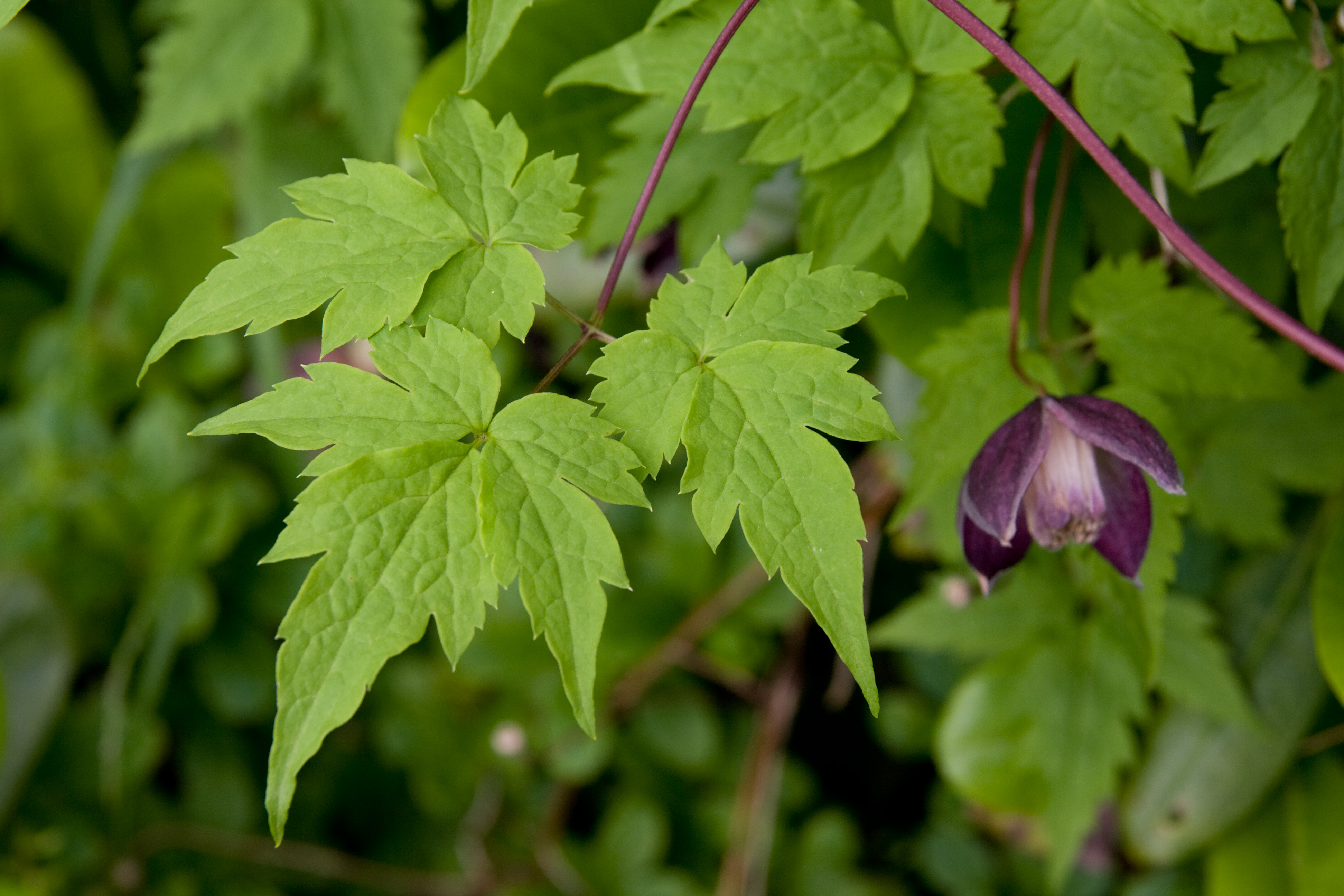
葉と花 （空木平・2009年8月）